# هلموت شوارتز
هلموت شوارتز (آلمانی: Helmut Schwarz) یک دانشمند شیمی آلی اهل آلمان است. او از ۱۹۷۸ پروفسور شیمی دانشگاه فنی برلین است. همچنین او از ژانویهٔ ۲۰۰۸ ریاست بنیاد الکساندر فون هیومبولدت را عهده دار است. او جوایز بسیاری از قبیل جایزهٔ شیمی جامعهٔ شیمی آلمان را در کارنامه خود دارد.